# Gloeobacter
Gloeobacter je rod primitivních sinic, který podle fylogenetických průzkumů představuje sesterskou skupinu ke všem ostatním sinicím. Buď je zařazována do samostatné skupiny Gloeobacteria (či Gloeobacteriales), nebo je zahrnována do parafyletického řádu Chroococcales.
Gloeobacter neobsahuje na rozdíl od všech ostatních sinic tylakoidy: fykobilizomy a všechny fotosyntetické pigmenty se nachází na cytoplazmatické membráně. To naznačuje, že tylakoidy u sinic vznikly právě vchlípením membrány dovnitř buňky.
Do tohoto rodu patří především rod Gloeobacter violaceus.